# Марек і Вацек
«Марек і Вацек» (пол. Marek i Wacek, також Marek & Vacek) — польський фортепіанний дует, який діяв з 1963 по 1986 рік.

## Історія
Дует був заснований на початку 1960-х років польськими піаністами Мареком Томашевським і Вацлавом Киселевським, які познайомилися один з одним в Музичній академії у Варшаві. Музиканти дебютували виступом на польському телебаченні 8 березня 1963 року. Виконували переважно аранжовані класичні твори Шопена, Бетховена, Гріга, Ліста, Монюшка та інших, сучасні композиції, а також власні твори. Виступали з концертами в Європі, США, Канаді.
У 1967 році були удостоєні премії Гран-прі на вар'єте-фестивалі «Золотий горностай» в Ренні.
Томашевський і Киселевський зіграли головні ролі в кінофільмі «Тандем» (27-хвилинний музичний чорно-білий художній фільм режисера Станіслава Кокеша (серед виконавців головних ролей — Ева Шикульска і Аліція Бонюшко).
Дует припинив своє існування в 1986 році, на піку популярності, після загибелі Вацлава Киселевського в автокатастрофі..

## Дискографія

### Як«Марек і Вацек»

#### LP
- 1966 — Ballade pour deux pianos Barclay
- 1968
  - Kisielewski-Tomaszewski: Play Favourite Melodies (Pronit)
  - Marek & Vacek: Piano Firework (Polydor)
  - Marek & Vacek: Romanische Figel (Polydor)
  - Marek & Vacek: Träumerei (Polydor)
- 1969
  - Marek & Vacek: Piano Fascination (Polydor)
  - Marek & Vacek: Piano Firework, Vol. 1-2 (Polydor)
- 1970 — Marek & Vacek: Classical and Pop Pianos (Polydor)
- 1971 — Marek & Vacek: Stargala, Vol. 1-2 (Polydor)
- 1972 — Marek & Vacek: Concert Hits (Electrola)
- 1973
  - Marek & Vacek: Concert Hits II (Electrola)
  - Marek & Vacek: Concert Hits, Vol. 1-2 (Electrola)
- 1974 — Marek und Vacek Live: Vol. 1-2 (Electrola)
- 1976 — Marek und Vacek: Spectrum (Electrola)
- 1977 — Marek & Vacek: Wiener Walzer (Electrola)
- 1978 — Marek und Vacek: Das Programm (Polydor)
- 1979
  - Marek und Vacek, Vol. 1-2 (Polydor)
  - Marek & Vacek Live (Wifon)
- 1980 — Marek & Vacek: Mondscheinsonate (Polydor)
- 1981
  - Marek i wacek grają utwory romantyczne (Veriton)
  - Marek und Vacek in Gold (Polydor)
- 1982 — Die Marek und Vacek Story 1962—1982, Vol. 1-2 (Prisma)
- 1984
  - Marek und Vacek '84 (Intercord)
  - Marek i Vacek (Wifon)
  - Marek und Vacek: Welterfolge (Intercord)
  - Marek and Vacek: Again (Pronit)
- 1987 — Marek & Vacek: The Last Concert, Vol. 1-2 (Pronit)

#### CD
- 1994 — Kisielewski — Tomaszewski: Play Favourite Melodies (Muza)
- 2001 — Niepokonani: Marek & Vacek Live (Polskie Radio/Universal Music Polska)
- 2002 — Prząśniczka (Pomaton/EMI)